# 渡部陽一 明日へ喝!
『渡部陽一 明日へ喝!』（わたなべよういち あしたへかつ）は、ニッポン放送で2012年4月2日から放送しているトーク番組である。改題前のタイトルは『渡部陽一 勇気のラジオ』。

## 番組概要
ニッポン放送にて、2011年迄渡部の冠番組である『渡部陽一勇気のコトバ』を放送して来たが、放送終了1年3ヶ月後に再び番組を編成し、出演する事となった。また、番組開始時は番組パートナーとして、フジテレビ元アナウンサーの河野景子との共演しており、河野にとってレギュラー番組に出演するのが17年振りの事で話題になった。
2014年4月に番組タイトルが改題され、番組にアシスタントとして、石川が付いた。

## 出演者

### 現在

#### パーソナリティ
- 渡部陽一（戦場カメラマン）

#### アシスタント
- 石川みゆき（フリーアナウンサー、元ニッポン放送アナウンサー） - 2014年4月29日 -

#### コーナーレギュラー
- 時田愛梨（タレント、グラビアアイドル）- 2023年4月9日 -

### 過去

#### パートナー
- 河野景子[2]（フリーアナウンサー、元フジテレビアナウンサー） - 2012年4月2日 - 2014年3月30日
- 枦山南美（フリーアナウンサー、元新潟放送アナウンサー） - 2014年4月13、20日

#### コーナーレギュラー
- 柏木厚志（リポーター） - 2012年4月2日 - 2014年3月30日
- クック井上（料理芸人）
- タイガー尾藤（実演販売士、タレント） - 2014年4月6日 -
- Nami（管理栄養士、ONE FORTY FIVEキーボード）※「食プラス」関連コーナー→「アンガーマネジメントスクール」アシスタント - 2014年4月6日 - 2020年3月29日
- 山崎世美子（男女問題研究家、元探偵）※ - 2017年11月26日 - 2020年3月29日
- 鈴井りま（タレント）※「ちょっとした交通安全」アシスタント - 2020年4月5日 - 2021年3月28日

## 放送時間
※JST表記
ナイターイン時期に『ニッポン放送ショウアップナイター』が編成される場合は放送休止

### 現在
- 日曜 18:00 - 18:40 - 2023年4月2日 -

### 過去
- 月曜 18:00 - 18:30 - 2012年4月2日 - 2012年9月30日
- 土曜 18:00 - 18:55 - 2012年10月6日 - 2013年3月29日
- 日曜 18:00 - 18:50（ナイターオフ期間はゾーン番組に内包される） - 2013年4月6日 - 2022年9月18日
- 日曜 17:50 - 18:40 - 2022年10月2日 - 2023年3月26日

## コーナー

### 現在
- B級ウォッチ

世界のニュースで面白い話題を、渡部の目線から解説する
- ザ・プレゼンショー

渡部が所属する同じ芸能プロダクションの販売士が商品を紹介するコーナー
また、尾藤が推してるタレントを招くゲストトークコーナーに変化する場合もある
- 時田愛梨 明日（あした）もスマイル

2023年4月9日放送分から開始したコーナー。時田がリスナーのほっこりした経験、勇気づけられた言葉前向きなメッセージを紹介する。

### 過去
- 花田景子のサロネーゼに会いたい

ゲストとのトークコーナー
- クック井上の食プラス食堂

井上が楽ウマレシピを紹介するコーナー
- 食プラスPresents クック 井上 こころメシ

井上がゲストの思い出の料理について話を伺うコーナー
- こどもグラフィティ

渡部が戦地取材で大切にしている、現地の子供とのやり取りを経験に親子にまつわるエピソードを紹介する
- 山崎世美子のアンガーマネジメントスクール

2017年11月26日放送分から開始された渡部と同じ芸能プロダクション所属である山崎が、アンガーマネジメントを楽しく学べる解説を行う。
2020年3月29日放送分にて終了
- イエローハット presents ちょっとした交通安全

2020年4月5日放送分から開始したコーナー。安全運転に関するクイズを出題し、リスナーと共にクイズを通して安全運転を提言する
2021年3月28日放送分にて終了
- 忘れられない、あの料理

2020年11月1日放送分から開始したコーナー。渡部が世界を旅して、忘れられない料理についてのエピソードトークを行う
- みんなのSDGs

2021年4月4日放送分から開始したコーナー。同局が積極的に取組んでいるSDGsについて、取り組んでいる企業の担当者をゲストに招いてプレゼンして貰う